# Sidérien
Stratigraphie
Rhyacien
Paléogéographie et climat
Faune et flore
Sur l'échelle des temps géologiques, le Sidérien est le plus ancien système géologique du Paléoprotérozoïque, ère du Protérozoïque qui s'étend de −2 500 à −2 300 Ma.

## Étymologie
En grec, sideros désigne le fer. L'abondance des formations de fer rubanné (FFR ou BIF, de "Banded Iron Formation") justifie cette appellation.

## Évènements majeurs
Les formations ferrifères rubanées (FFR) se sont formées à la faveur du rejet d'oxygène par les premières algues. Cet oxygène libre a réagi avec le fer pour former la magnétite (Fe3O4), un oxyde de fer. Ce processus a débarrassé les océans de leur fer et a clarifié l'eau. Par la suite, cela permettra le développement d'une atmosphère riche en oxygène telle que nous la connaissons.
La majeure partie du Sidérien est marquée par une glaciation, dite « huronienne », qui commence il y a 2 400 Ma et se termine dans la période suivante, le Rhyacien, il y a environ 2 100 Ma.